# Austrolebias araucarianus
Austrolebias araucarianus es una especie críptica de pez ciprinodontiforme anual integrante del género de rivulinos sudamericanos Austrolebias. Habita en pequeños cuerpos acuáticos temporales en ambientes subtropicales de altitud en el centro-este de América del Sur.

## Distribución
Este pez es endémico del planalto de las Araucarias, situado en el sudeste del Brasil, habitando en pequeños cuerpos acuáticos temporales de altitud en una región que originalmente estaba cubierta por densos bosques de araucarias misioneras o pino Paraná (Araucaria angustifolia) conformando la ecorregión terrestre selva de pino Paraná. La zona presenta pendiente hidrográfica hacia la cuenca del Plata, en la subcuenca del río Alto Paraná, y de esta en la cuenca del río Iguazú Superior. El Paraná es uno de los ríos formadores del Río de la Plata, el cual vuelca sus aguas en el océano Atlántico.
Ecorregionalmente esta especie es exclusiva de la ecorregión de agua dulce Iguazú.
Este río desciende desde la Serra do Mar hasta el Paraná formando rápidos, cascadas y cataratas, la mayor de todas constituye el conjunto denominado cataratas del Iguazú, de cerca de 80 metros de desnivel, en proximidades de su desembocadura. Estos accidentes fluviales han sido barreras infranqueables para las comunidades ícticas que viven en cada tramo, siendo especialmente determinante el gran salto ya citado, pues representó la imposibilidad de que la ictiofauna del río Paraná pudiese conquistar el resto del curso del Iguazú, lo que ha permitido que durante millones de años se desarrollen y completen procesos de especiación, lo que se tradujo en una biocenosis notablemente rica en endemismos, los que alcanzan a componer, en el tramo medio del río, el 80 % del total de las especies presentes.

## Características
Austrolebias araucarianus se diferencia de todas las demás especies del género por presentar un patrón cromático único tanto en machos como en hembras, por tener las aletas pélvicas rudimentarias o ausentes, y por exhibir los 3 primeros neuromastos de la serie supraorbital separados de los restantes.

## Taxonomía
Fue descrita originalmente en el año 2014 por el ictiólogo brasileño Wilson José Eduardo Moreira da Costa. El material tipo quedó depositado en la UFRJ, Instituto de Biología, Universidade Federal do Río de Janeiro, Río de Janeiro.
La especie pertenece al subgénero Acrolebias. Sus especies genéticamente más cercanas son A. varzeae (Costa, Reis y Behr, 2004) y la rara A. carvalhoi (Myers, 1947), esta última es la única especie del género que también habita en la meseta de las Araucarias.
Localidad tipo
La localidad tipo de esta especie es un pantano temporario de baja profundidad, ubicado dentro de un bosque en el valle de inundación de un afluente del río Iguazú. El humedal se sitúa a una altitud de aproximadamente 785 m s. n. m..
Etimología
Etimológicamente el nombre genérico Austrolebias se construye con las palabras Austro: 'austral' y Lebias: un taxón de pequeños peces. Su nombre específico araucarianus hace alusión a la meseta denominada como el árbol emblemático de la región donde habita la especie: la araucaria misionera o pino Paraná (Araucaria angustifolia).